# 前690年代
| 千纪： | 前1千纪 |
| 世纪： | 前8世纪 \| 前7世纪 \| 前6世纪                                                                              |
| 年代： | 前720年代 \| 前710年代 \| 前700年代 \| 前690年代 \| 前680年代 \| 前670年代 \| 前660年代                    |
| 年份： | 前699年 \| 前698年 \| 前697年 \| 前696年 \| 前695年 \| 前694年 \| 前693年 \| 前692年 \| 前691年 \| 前690年 |

重要事件及趋势
- 前699年，楚大夫屈瑕攻羅國，楚軍大敗。鄭厲公聯合紀國、魯國，與宋、衛、南燕、齊決戰，宋四國聯軍敗走。
- 前698年，齊僖公卒，子齊襄公嗣位。燕宣侯卒，燕桓侯嗣位。秦庶長三父等，令盜殺國君秦出子，立其兄秦武公為君。宋國聯合齊、蔡、衛、陳，進攻鄭國。
- 前697年，鄭厲公奔蔡國。祭仲迎鄭昭公復位。周桓王卒，子周莊王即位。
- 前696年，衛左公子洩、右公子職，攻國君衛惠公，立故太子伋弟黔牟為君。衛惠公奔齊國。
- 前695年，蔡桓侯卒，弟蔡哀侯嗣位。鄭大夫高渠彌射殺國君鄭昭公，立其弟子亹為君。秦武公討庶長三父等殺出子之罪，屠其族。
- 前694年，魯桓公與夫人文姜赴齊，文姜與兄齊襄公私通，事泄，齊襄公遣公子彭生撾殺魯桓公。魯桓公子魯莊公嗣位。周公黑肩欲殺周莊王，而立周莊王弟王子克，事泄，周公黑肩被殺，王子克奔南燕。齊襄公殺鄭国子亹，車裂高渠彌。鄭大夫迎立子嬰。
- 前693年，陳莊公卒，弟陳宣公嗣位。
- 前692年，宋莊公卒，子宋閔公嗣位。
- 前691年，燕桓侯卒，子燕莊公嗣位。
- 前691年，楚武王攻隨，卒於軍，子楚文王嗣位，自丹陽（湖北秭歸）遷都郢都（湖北江陵）。齊滅紀國。

重要人物
- 齊襄公
- 楚武王